# Оршанський район (Росія)
Орша́нський район (рос. Оршанский район, марій. Оршанке кундем) — адміністративна одиниця Республіки Марій Ел Російської Федерації.
Адміністративний центр — селище міського типу Оршанка.

## Населення
Населення району становить 13313 осіб (2019, 15139 у 2010, 15832 у 2002).

## Адміністративно-територіальний поділ
На території району 1 міське та 3 сільських поселення:
| Поселення                         | Площа, км² | Населення, осіб (2002) | Населення, осіб (2010) | Населення, осіб (2019) | Центр       | Населені пункти |
| --------------------------------- | ---------- | ---------------------- | ---------------------- | ---------------------- | ----------- | --------------- |
| Оршанське міське поселення        | 7,77       | 6834                   | 6589                   | 5856                   | Оршанка     | 1               |
| Великопольське сільське поселення | 109,51     | 2153                   | 2123                   | 1928                   | Великопольє | 12              |
| Марковське сільське поселення     | 439,94     | 3766                   | 3665                   | 3222                   | Марково     | 31              |
| Шулкинське сільське поселення     | 338,60     | 3079                   | 2762                   | 2307                   | Шулка       | 29              |

- 28 квітня 2014 року було ліквідовано Старокрещенське сільське поселення, його територія увійшла до складу Великопольського сільського поселення; були ліквідовані Табашинське сільське поселення, Великооршинське сільське поселення, Каракшинське сільське поселення та Упшинське сільське поселення, їхні території увійшли до складу Марковського сільського поселення; були ліквідовані Лужбеляцьке сільське поселення та Чирківське сільське поселення, їхні території увійшли до складу Шулкинського сільського поселення[4].

## Найбільші населені пункти
Найбільші населені пункти з чисельністю населення понад 1000 осіб:
| № | Населений пункт | Населення, осіб (2002) | Населення, осіб (2010) |
| - | --------------- | ---------------------- | ---------------------- |
| 1 | Оршанка         | 6 834                  | 6 589                  |